# 夏居瑠奈
夏居 瑠奈 （なつい るな、1995年11月7日 - ）は、日本の元女優、元ファッションモデルである。東京都出身。スターダストプロモーションに所属していた。

## 略歴
0歳から3歳まで乳幼児モデルを務め、小学4年時に近所の祭礼でスカウトされて改めて芸能の仕事を始める。小学5年時に、西森愛美と共に「2007年度りぼんガールグランプリ」となる。
以後『Hana*chu→』専属モデルとして活動し、2010年に『侍戦隊シンケンジャー』第44話から志葉薫 / シンケンレッド役でレギュラー出演した。
2017年11月29日に自身のブログで、スターダストと契約が満了して退所し、今後は夢を目指して学ぶと報告した。

## 人物
- 『Hana*chu』の専属モデルとして活動していた際は、モデルの中でも特に久松郁実と仲が良く、「I♥R」という同盟を組んでいた。同雑誌での愛称は「ルナP」。
- よくツンデレと言われると自身のブログで語っている[5]。性格は自称「頑固、テンションあがると止まらない、神経質、マイペース、負けず嫌い」。
- 一人っ子で、マロン、マリン、ココア、ショコラと名付けた4匹のフェレットを飼っている[6][7][8][9]。

## 出演

### 映画
- ブタがいた教室（2008年11月1日、日活） - 名波ルナ 役[2]
- スーパー戦隊シリーズ（東映） - 志葉薫 役
  - 天装戦隊ゴセイジャーVSシンケンジャー エピックon銀幕（2011年1月22日）[10]
  - 特命戦隊ゴーバスターズVS海賊戦隊ゴーカイジャー THE MOVIE（2013年1月19日）
- ユートピアサウンズ（2012年3月24日、東京芸術大学）[11]
- 悪の教典（2012年11月10日、東宝） - 小野寺楓子 役
- 学校の怪談/呪いの言霊（2014年5月23日、エル・ティー・コーポレーション） - 美晴 役
- デスフォレスト 恐怖の森3（2015年12月12日、ユーロスペース） - 田上弘子 役

### テレビドラマ
- わたしが子どもだったころ〜小池栄子篇〜（2007年2月7日、NHK-BShi）[2] - 古橋エリコ 役
- オトコの子育て（2007年10月26日 - 12月14日、テレビ朝日 / 朝日放送） - 矢野凛子 役[2]
- 正義の味方 第1話 - 第3話（2008年7月9日 - 23日、日本テレビ） - 中田槇子（少女期） 役[2]
- スーパー戦隊シリーズ（テレビ朝日）
  - 侍戦隊シンケンジャー 第44話 - 最終話（2010年1月3日 - 2月7日） - 志葉薫 / シンケンレッド 役[2]
  - 海賊戦隊ゴーカイジャー 第11話・第12話（2011年5月1日・8日） - 志葉薫 役[12]
- ドン★キホーテ 第8話（2011年9月3日、日本テレビ） - 岩倉貴子（少女期） 役
- 仮面ライダーシリーズ（テレビ朝日）
  - 仮面ライダーフォーゼ 第30話 - 第32話（2012年4月8日 - 22日） - 白川芽以 役
  - 仮面ライダーエグゼイド 第4話（2016年10月23日） - 西脇莉子 役
- ラジオ（2013年3月26日、NHK） - 岡崎えみ 役
- 水曜ミステリー9 介護ヘルパー紫雨子の事件簿2（2013年9月4日、テレビ東京） - 成田文 役
- 世にも奇妙な物語'14春の特別編 「妄想少女」（2014年4月5日、フジテレビ） - 生徒A 役
- 天使のナイフ（2015年2月22日 - 3月22日、WOWOW） - 加藤友里 役

### その他テレビ番組
- NHK高校講座 ベーシック国語（2012年8月13日 - 2017年2月28日、NHK Eテレ） - 佐伯彩夏 役[13]

### WEB
- 悪の教典－序章－（2012年10月15日 - 全4話、BeeTV） - 小野寺楓子 役

### CM
- サンゲツ（2008年 - ）[2]
- 東京ガス 安全（2009年 - ）[2]
- 森永乳業 pino（2012年6月 - ）
- NTT西日本 フレッツ光ネクスト（2012年10月 - ）
- エムオン・エンタテインメント MUSIC ON! TV（2013年4月 - ）
- 松竹マルチプレックスシアターズ MOVIX倉敷（2014年10月 - ）[注 1]
- 味の素ゼネラルフーヅ ブレンディ ボトルコーヒー ミルクひろがる挽きたてカフェオレ（2014年11月 - ） - 主演・草原ウシ子 役[注 2][14]
- 富士通 ARROWS THEATER（2014年12月 - ） - フタバ 役[注 2]

## 作品

### 雑誌
- りぼんガール・グランプリ（2007年）[3]
- Hana*chu→ - 専属モデル[2]

### カタログ
- nissen プチベリー（2010年 - ）